# Abbazia di La Cambre
L'abbazia di La Cambre (in olandese: Ter Kameren) fu un monastero dei cistercensi a Ixelles, nella Regione di Bruxelles-Capitale, in Belgio dal 1201 al 1796.

## Storia
Enrico I di Brabante e sua moglie Mathilde fondarono il convento La Cambre alla fonte del Maelbeek nell'attuale Ixelles, che prosperò ma soffrì molto anche nel corso dei secoli. La mistica Aleydis von Schaerbeek (* 1225) fu una suora a La Cambre dal 1232 fino alla sua morte nel 1249. San Bonifacio di Losanna morì lì nel 1261. Nel corso dell'avanzata della Rivoluzione francese, il monastero fu chiuso nel 1796, ma sfuggì al completo smantellamento. La chiesa gotica del XIV secolo, il chiostro e la casa delle fontane del XVI e XVII secolo sono state conservate. Gli edifici ospitano un monastero premostratense (dal 2013) e l'Università di arte, design e architettura di La Cambre. Attualmente un birrificio vende la birra "Abbaye de/Abdij van La Cambre" e promuove l'immagine del fondatore del monastero. Marc Meganck (* 1975) ha fatto dell'abbazia la scena di un romanzo poliziesco: Les dessous de la Cambre (180° Editions, Bruxelles 2012).